# Ibo Aslan
Halil İbrahim Demiraslan, znany również jako Ibo Aslan (ur. 23 kwietnia 1996 w Stambule) – turecki zawodnik mieszanych sztuk walki (MMA). Od 2023 roku związany z organizacją UFC, w której rywalizuje w wadze półciężkiej. 

## Wczesne życie
Początkowo Aslan próbował swoich sił w różnych dyscyplinach sportowych, takich jak piłka nożna i boks, ale nie spełniał się w nich, dopóki nie odkrył MMA. Często inspirował się Gökhanem Sakim.
Pomimo że reprezentuje swoją ojczystą Turcję to doskonalił swoje umiejętności mieszkając w Europie, a konkretnie w Austrii, w której rozpoczął swoją profesjonalną karierę MMA. 

## Kariera MMA

### Wczesna kariera
The Last Ottoman zadebiutował 15 października 2016 roku na austriackiej gali Austrian Fight Challenge: New Talents, podczas której zwyciężył przez nokaut w rundzie pierwszej. Dla wspomnianej organizacji stoczył jeszcze pięć kolejnych pojedynków, a w grudniu 2018 roku podczas gali Austrian FC 8 uzyskał mistrzowski pas, pokonując reprezentującego Szwajcarię Roberta Valentina przez TKO w rundzie trzeciej.
W czerwcu 2019 roku Aslan stoczył pojedynek na gali Vendetta 18 w Wiedniu. Stawką pojedynku był mistrzowski tytuł organizacji w kategorii półciężkiej. Turek wygrał ten pojedynek przez nokaut w pierwszej rundzie.
Kolejny pojedynek stoczył w sierpniu 2020 roku na gali Brave CF 40 w Sztokholmie. The Last Ottoman przegrał z reprezentantem Szwecji Antonem Turkaljem przez poddanie w rundzie drugiej.
Na zwycięskie tory powrócił w marcu 2022 roku na austriackiej gali Tosan Fight Night. Aslan ekspresowo zwyciężył swój pojedynek przez nokaut w rundzie pierwszej. Kolejny pojedynek stoczył w kwietniu tego samego roku, ponownie nokautując swojego rywala w pierwszej rundzie.
18 marca 2023 roku stoczył pojedynek na gali Vendetta 33. Pokonał swojego rywala przez TKO w rundzie pierwszej.

### Contender Series i UFC
20 lipca 2023 roku ogłoszono, że Ibo Aslan wystąpi na gali Dana White's Contender Series, która odbyła się 15 sierpnia. Rywalem tureckiego zawodnika został reprezentant Brazylii, Paulo Renato Jr. The Last Ottoman zwyciężył ten pojedynek przez TKO w rundzie pierwszej. Zwycięstwo w tym pojedynku zaowocowało kontraktem z organizacją UFC.
Debiut Ibo Aslana w organizacji UFC przypadł na dzień 30 marca 2024 roku podczas gali UFC on ESPN 54 w Atlantic City. Rywalem Turka został Anton Turkalj, który w przeszłości zwyciężył z Aslanem. Z rewanżowego pojedynku zwycięsko wyszedł The Last Ottoman, który zwyciężył przez TKO w trzeciej odsłonie pojedynku. Za swój występ nagrodzony został bonusem za występ wieczoru.
26 października 2024 podczas gali UFC 308 w Abu Zabi zmierzył się z niepokonanym Raffaelem Cerqueirą. Zwyciężył przez techniczny nokaut w pierwszej rundzie, zasypując ciosami rywala.
22 lutego następnego roku na gali UFC Fight Night: Cejudo vs. Song w Seattle zmierzył się z doświadczonym Mołdawianinem, Ion'em Cuțelabą. Przegrał przez poddanie w pierwszej rundzie.
Podczas gali UFC Fight Night: Whittaker vs. de Ridder, która odbyła się 26 lipca 2025 stoczył walkę z Billym Elekaną. Przegrał jednogłośną decyzją sędziowską.

## Osiągnięcia

### Mieszane sztuki walki
- Austrian Fight Challenge
  - 2018: Mistrz Austrian FC w wadze półciężkiej
- Vendetta Fight Nights
  - 2019: Mistrz VFN w wadze półciężkiej
- Ultimate Fighting Championship
  - Bonus za walkę wieczoru (raz) vs. Anton Turkalj (2024)[14]

## Lista zawodowych walk w MMA
| Wynik     | Bilans | Przeciwnik (bilans przed walką) | Rozstrzygnięcie                          | Runda | Czas | Rozgrywki                                  | Data       | Miejsce       | Uwagi                                                          |
| --------- | ------ | ------------------------------- | ---------------------------------------- | ----- | ---- | ------------------------------------------ | ---------- | ------------- | -------------------------------------------------------------- |
| Przegrana | 14-3   | Billy Elekana (7-2)             | Decyzja (jednogłośna)                    | 3     | 5:00 | UFC Fight Night: Whittaker vs. de Ridder   | 26.07.2025 | Abu Zabi      |                                                                |
| Przegrana | 14-2   | Ion Cuțelaba (18-10-1. 1 NC)    | Poddanie (duszenie trójkątne rękoma)     | 1     | 2:51 | UFC Fight Night: Cejudo vs. Song           | 22.02.2025 | Seattle       |                                                                |
| Wygrana   | 14-1   | Raffael Cerqueira (11-0)        | TKO (ciosy pięściami)                    | 1     | 0:51 | UFC 308                                    | 26.10.2024 | Abu Zabi      |                                                                |
| Wygrana   | 13-1   | Anton Turkalj (8-3)             | TKO (prawy hak)                          | 3     | 1:32 | UFC Fight Night: Blanchfield vs. Fiorot    | 30.03.2024 | Atlantic City | Debiut w UFC. Bonus za walkę wieczoru.                         |
| Wygrana   | 12-1   | Paulo Renato Jr. (12-2)         | TKO (ciosy pięściami)                    | 1     | 2:22 | Dana White's Contender Series 2023: Week 2 | 15.08.2023 | Las Vegas     | Pojedynek o kontrakt z UFC.                                    |
| Wygrana   | 11-1   | Giorgi Kubejaszwili (5-9)       | TKO (niskie kopnięcie i ciosy pięściami) | 1     | 1:30 | Vendetta 33                                | 18.03.2023 | Wiedeń        | Walka w wadze ciężkiej.                                        |
| Wygrana   | 10-1   | Amilcar Alves (18-21)           | KO (cios)                                | 1     | 1:45 | Sparta Championship Fighting 1             | 02.04.2022 | Wiedeń        |                                                                |
| Wygrana   | 9-1    | Felix Polianidis (6-7)          | TKO (ciosy pięściami w parterze)         | 1     | 0:20 | Tosan Fight Night                          | 12.03.2022 | Wiedeń        |                                                                |
| Przegrana | 8-1    | Anton Turkalj (5-0)             | Poddanie (duszenie zza pleców)           | 2     | 1:57 | Brave CF 40                                | 24.08.2020 | Sztokholm     | Co-Main Event                                                  |
| Wygrana   | 8-0    | Ivan Vičić (8-14)               | TKO (ciosy pięściami w parterze)         | 1     | 0:00 | Vendetta 18                                | 15.06.2019 | Wiedeń        | Zdobył pas mistrzowski VFN w wadze półciężkiej.                |
| Wygrana   | 7-0    | Robert Valentin (4-0)           | TKO (ciosy pięściami)                    | 3     | 1:36 | Austrian FC 8                              | 01.12.2018 | Wiedeń        | Zdobył mistrzostwo Austrian FC w wadze półciężkiej. Main Event |
| Wygrana   | 6-0    | Bart Cillessen (1-2)            | TKO (ciosy pięściami w parterze)         | 1     | 0:35 | Austrian FC 7                              | 16.06.2018 | Wiedeń        | Main Event                                                     |
| Wygrana   | 5-0    | Milan Stojadinović (0-0)        | KO (cios pięścią)                        | 1     | 2:35 | Austrian FC 6                              | 09.12.2017 | Wiedeń        |                                                                |
| Wygrana   | 4-0    | Sasa Mihajlović (0-0)           | TKO (ciosy pięściami)                    | 1     | 0:00 | Austrian FC: New Talents 3                 | 23.09.2017 | Wiedeń        |                                                                |
| Wygrana   | 3-0    | Igor Kantar (0-7)               | TKO (ciosy pięściami)                    | 1     | 1:00 | Austrian FC: New Talents 2                 | 10.06.2017 | Wiedeń        |                                                                |
| Wygrana   | 2-0    | Milan Bodonji (0-0)             | TKO                                      | 1     | 0:00 | Austrian FC 5                              | 04.03.2017 | Wiedeń        |                                                                |
| Wygrana   | 1-0    | Mattia Calore (0-0)             | TKO                                      | 1     | 3:27 | Austrian FC: New Talents 1                 | 15.10.2016 | Wiedeń        |                                                                |